# William Weatherford
William Weatherford ou Lamochattee de son nom de guerre en creek « Aigle Rouge », (c. 1781 – 24 mars 1824), est un chef de guerre de la nation Creek. Il conduisit l'offensive contre les États-Unis lors de la guerre Creek en 1813. 

## Famille
Il est le fils de Charles Weatherford, un négociant écossais et de Sehoy III, fille du trader écossais Malcolm McPherson et de Sehoy II (elle-même fille de l'officier français Jean Baptiste Louis DeCourtel Marchand (en) et de Sehoy I, princesse du Clan du Vent de la nation Creek). Le peuple Creek, comme de nombreux peuples amérindiens du sud-ouest, se base sur la lignée maternelle ; William est donc reconnu comme membre à part entière du clan de sa mère. Bien que son lieu de naissance soit inconnu, les descendants de Weatherford indiquent qu'il est né en Alabama vers 1781. Son nom de guerre est Hopnicafutsahia, « Celui qui dit vrai », mais il est plus souvent nommé Lamochattee, « Aigle Rouge », par les Creeks. Il est l'un des neveux du chef creek Alexander McGillivray.